# 戈尔登·库勃
小勒罗伊·戈尔登·“戈尔多”·库勃（英語：Leroy Gordon "Gordo" Cooper, Jr.，1927年3月6日—2004年10月4日），前美国国家航空航天局的宇航员，执行过水星-大力神9号以及双子星5号任务。